# Lago Winnemucca
El lago Winnemucca es un lago seco tumbado en el noroeste de Nevada. Se encuentra en la línea divisoria entre los condados de Washoe y Pershing. Hasta la década de 1930, era un lago de poca profundidad, pero se acabó por secar por los proyectos de construcción.
En Winnemucca Lake se han hallado varios petroglifos que, por su datación, se cree que son muy antiguos. En 2013, los investigadores fecharon las tallas hace unos 10.500 o 14.800 años. Sea cual sea la fecha, se trataría de los petroglifos más antiguos encontrados en América del Norte. Las esculturas se encuentran en la reserva india Pyramid Lake.
Winnemucca Lake es una subcuenca dentro de la cuenca Lahontan, en el noroeste de Nevada.